# Sh2-65
Sh2-65 (nota anche come RCW 175) è una nebulosa a emissione visibile nella costellazione dell'Aquila.
Si individua nella parte nordorientale della costellazione, circa 1° a nord della stella α Scuti; possiede una forma allungata estesa per circa 7 minuti d'arco, in direzione di una regione della Via Lattea in cui ricchi campi stellari risultano parzialmente oscurati da dense nubi di polveri. Il periodo più indicato per la sua osservazione nel cielo serale ricade fra giugno e novembre; trovandosi a soli 4° dall'equatore celeste, può essere osservata indistintamente da tutte le regioni popolate della Terra.
Si tratta di una regione H II di piccole dimensioni situata probabilmente sul Braccio Scudo-Croce, alla distanza di quasi 3300 parsec (10700 anni luce); la responsabile della sua ionizzazione sarebbe una gigante brillante blu di classe spettrale B1II, catalogata come S65-4. Curiosamente, il Catalogo Sharpless riporta che questa nebulosa contiene l'ammasso aperto NGC 6823; si tratta evidentemente di un errore, in quanto quest'oggetto fa parte della Regione di Vulpecula OB1 ed è situato nei pressi di NGC 6820. Sul catalogo Avedisova questa nebulosa viene invece collocata all'interno di una regione di formazione stellare assieme alla sorgente di radiazione infrarossa IRAS 18445-0339 e ad alcune sorgenti di onde radio; nei suoi pressi si troverebbe anche la nube molecolare SYCSW 679, individuabile tramite le sue emissioni nella banda del CO.